# 卡洛斯·特诺里奥
卡洛斯·特诺里奥（西班牙語：Carlos Vicente Tenorio Medina，1979年5月14日—），厄瓜多尔足球运动员，司职前锋，目前效力于Atlético Saquisilí足球俱乐部。
這名球員早年出身於國內球會，2003年轉赴沙烏地阿拉伯聯賽球會效力，2004年轉赴卡塔爾聯賽打滾。他曾代表國家隊出戰兩屆世界杯(2002、2006)。